# Naâma (província)

Naâma é uma província da Argélia com 192.891 habitantes.